# Szübariszi-síkság
A Szübariszi-síkság (olaszul: Piana di Sibari) Olaszországban, a Tarantói-öböl nyugati partja mentén, a Crati folyó torkolatvidékén található síkság.

## Neve
Nevét az ókori Szübarisz városáról kapta, melynek romjai ma is láthatók. 

## Földrajza
Északnyugaton a Pollino masszívum határolja, délnyugaton pedig a Sila-fennsík. A síkságot átszeli a Crati legnagyobb mellékfolyója, a Coscile is. Jelentős mezőgazdasági tevékenység folyik rajta. 

## Közigazgatás

### Községek
|    | Község              | Megye   | Népesség (2013, fő) |
| -- | ------------------- | ------- | ------------------- |
| 1. | Corigliano-Rossano  | Cosenza | 77.100              |
| 2. | Castrovillari       | Cosenza | 22.338              |
| 3. | Cassano all’Ionio   | Cosenza | 17.577              |
| 4. | Trebisacce          | Cosenza | 9.035               |
| 5. | Terranova da Sibari | Cosenza | 5.180               |

### Legnagyobb települések
- Cassano all’Ionio
- Marina di Sibari
- Laghi di Sibari
- Villapiana Scalo
- Sibari
- Schiavonea
- Corigliano Scalo